# Heinrich Justus Schneider
Heinrich Justus Schneider (* 20. Juli 1811 in Coburg; † 26. Juli 1884 in Gotha) war ein deutscher Maler und Zeichner des Realismus.

## Leben
Er wuchs in Coburg auf. Seine künstlerische Ausbildung erhielt er von 1838 bis 1840 zuerst auf der Münchner Akademie u. a. bei Julius Schnorr von Carolsfeld, dann in Antwerpen im Atelier von Gustave Wappers. 1849 berief ihn Herzog Ernst von Sachsen-Coburg und Gotha als Direktor der Gemäldegalerie und des Kupferstichkabinettes in Gotha und beförderte ihn zum „herzoglich sächsischen Hofrath“. 
Seine Gemälde gehören meist dem historischen Genre an, er schuf zudem vorzügliche Aquarelle, in denen er u. a. Thüringer Landschaften, Gebäude und Volkscharaktere wiedergab. Sein Nachlass befindet sich zum Teil in Eigentum der Royal Collection in London, zum Teil in Besitz der Nachkommen.

## Galerie

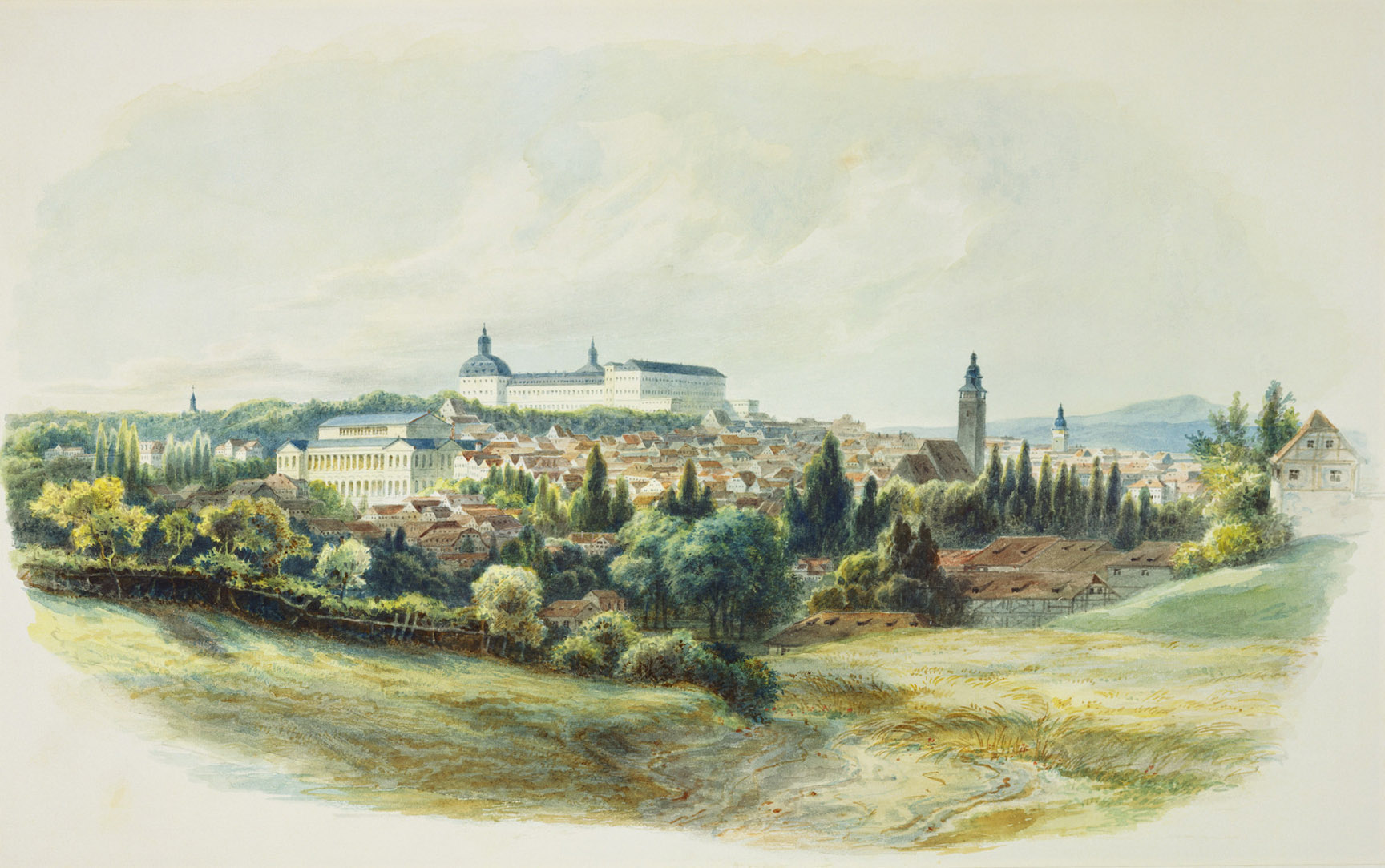
Gotha von Nordosten (1840)
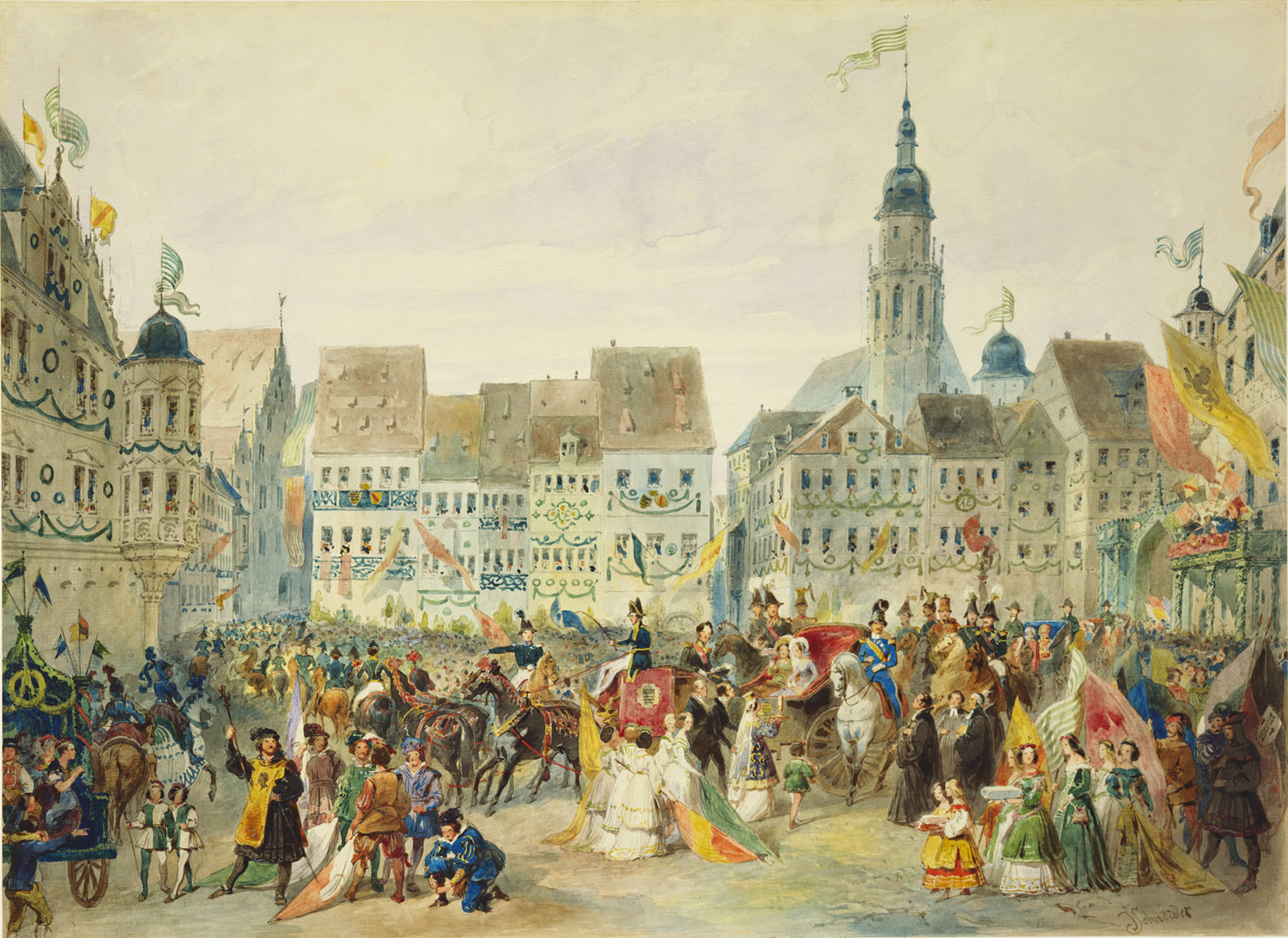
Einzug des Herzog Ernst II. und seiner Braut in Coburg (1842)
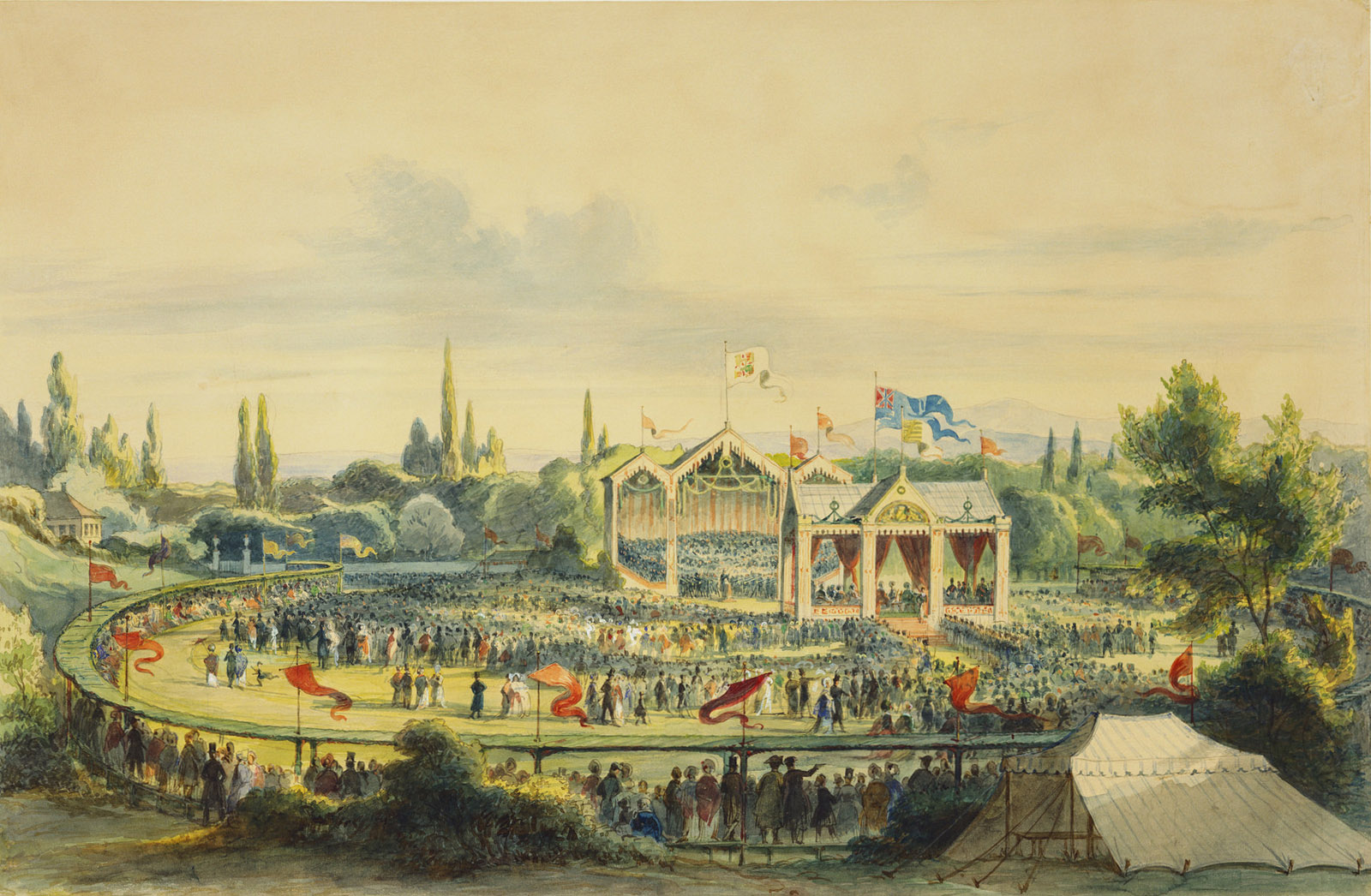
Das Liederfest in Gotha (1845)
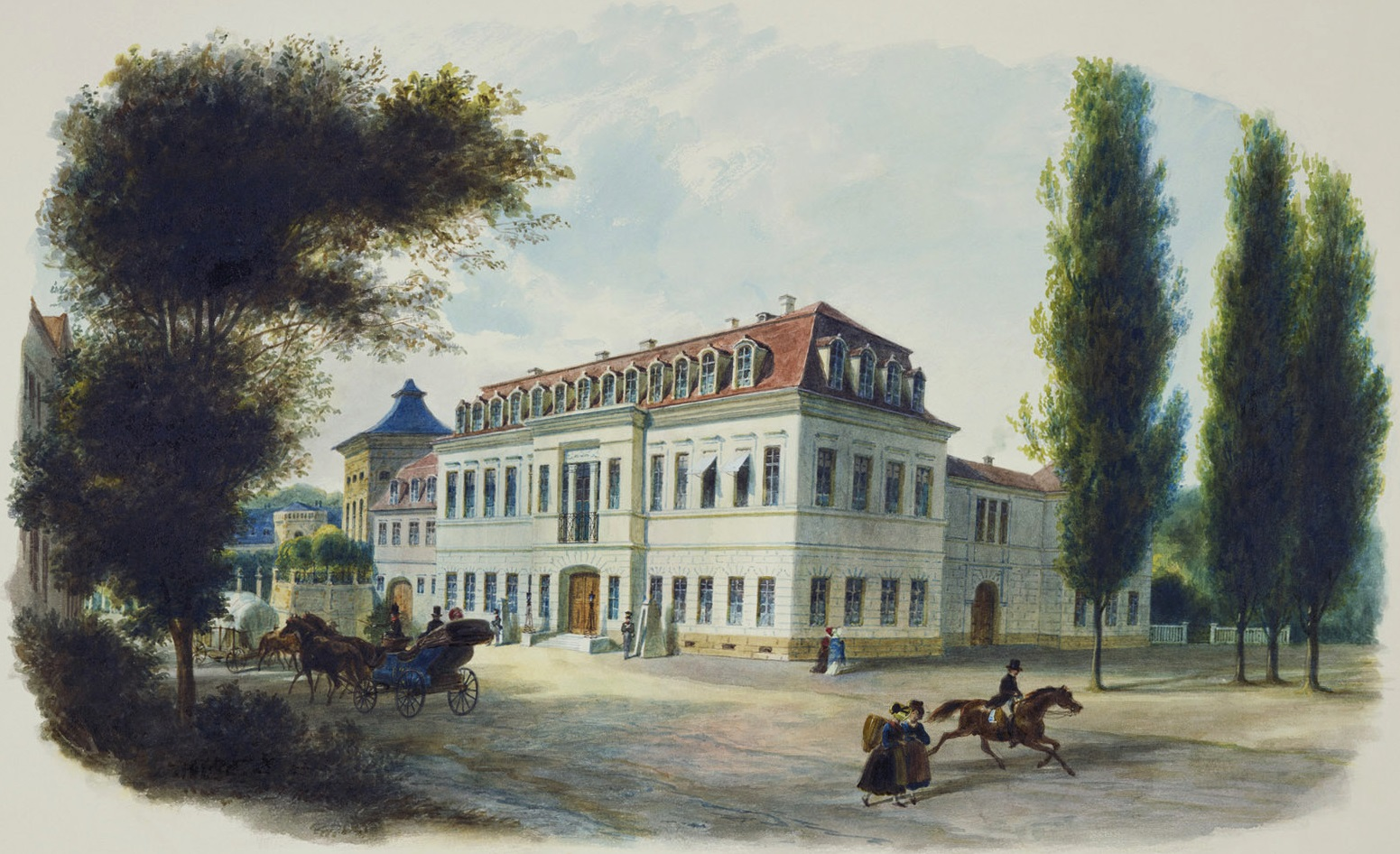
Das Winterpalais Gotha (ca. 1850)
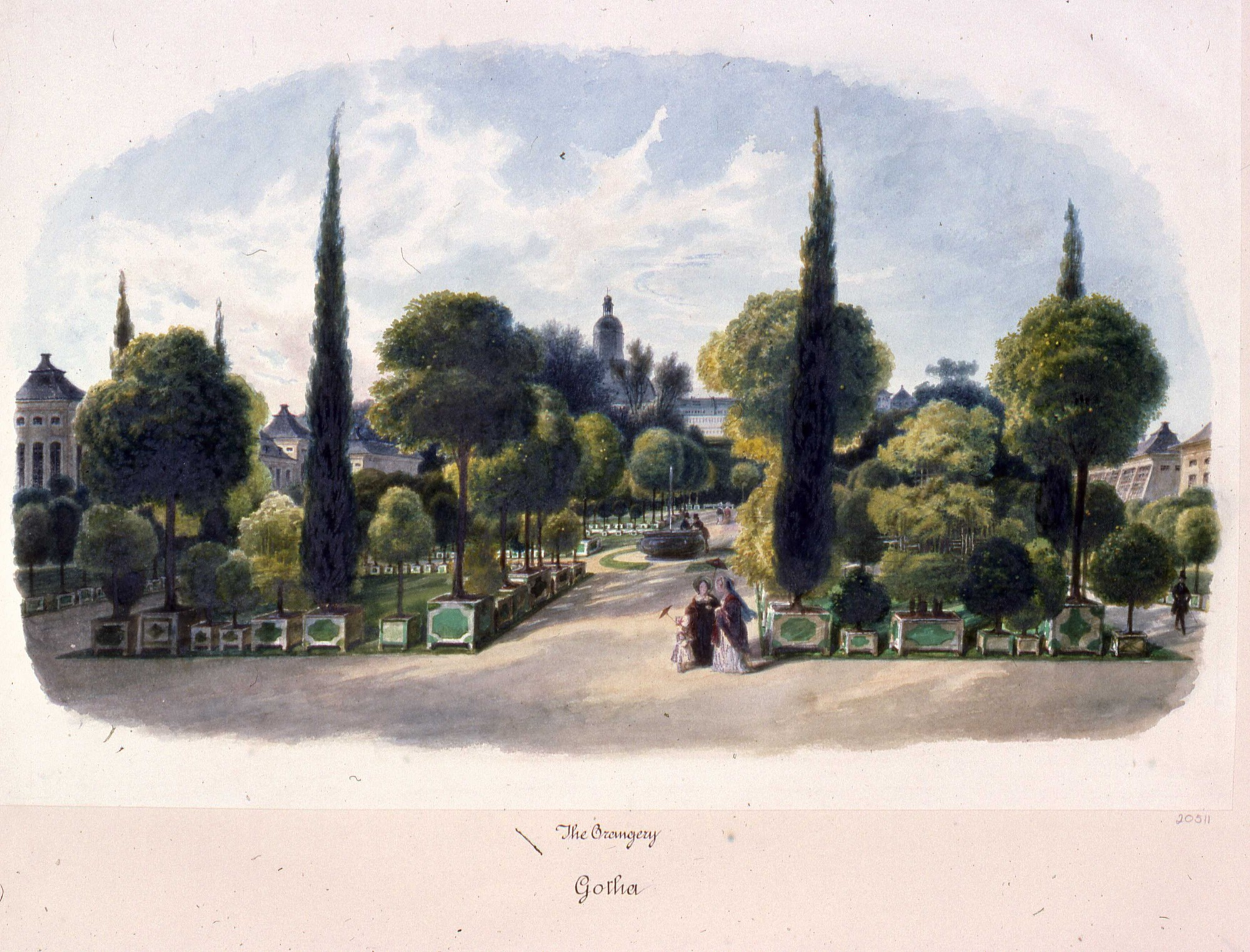
Orangerie Gotha (ca. 1850)
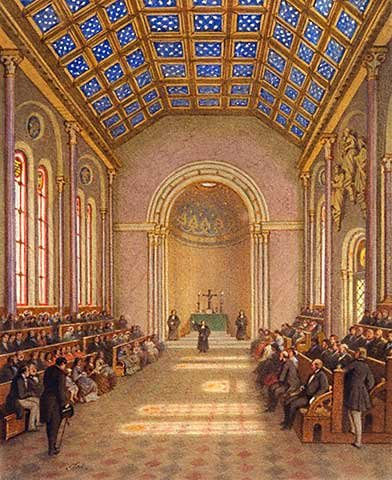
Die Schlosskapelle von Reinhardsbrunn (1858)
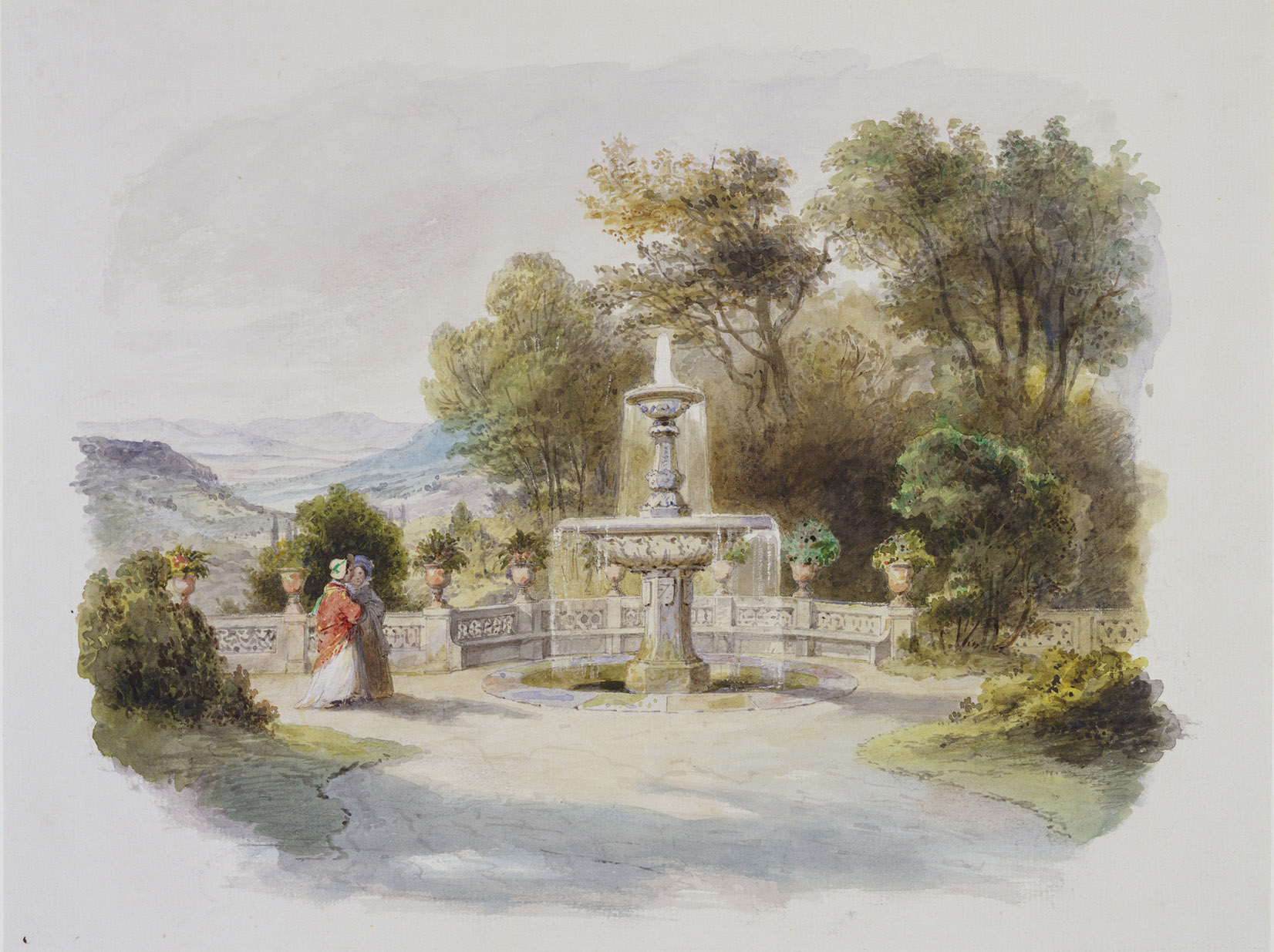
Der Brunnen auf der Terrasse von Schloss Rosenau (1845)
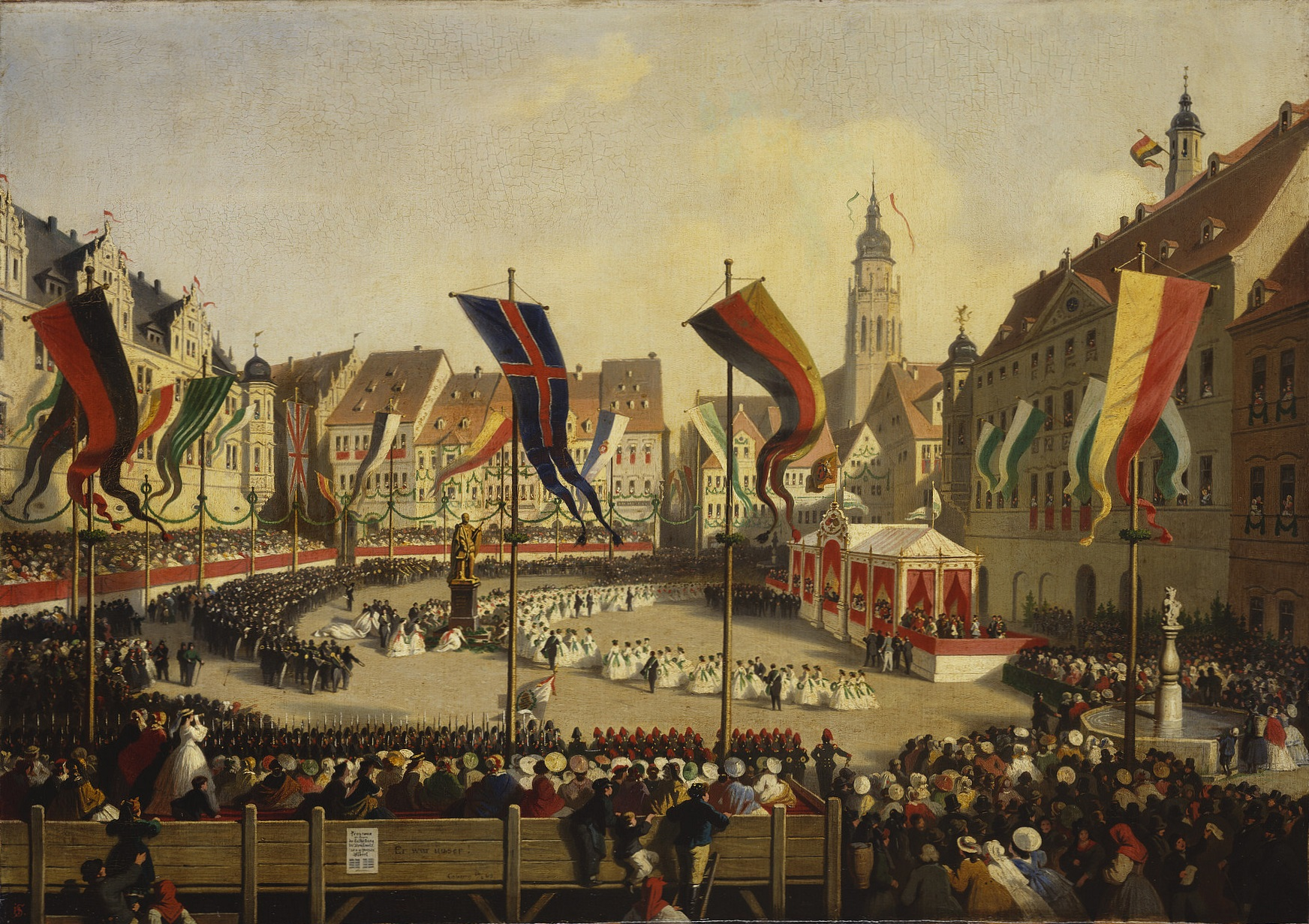
Die Enthüllung der Prinzgemahlstatue in Coburg (1866)
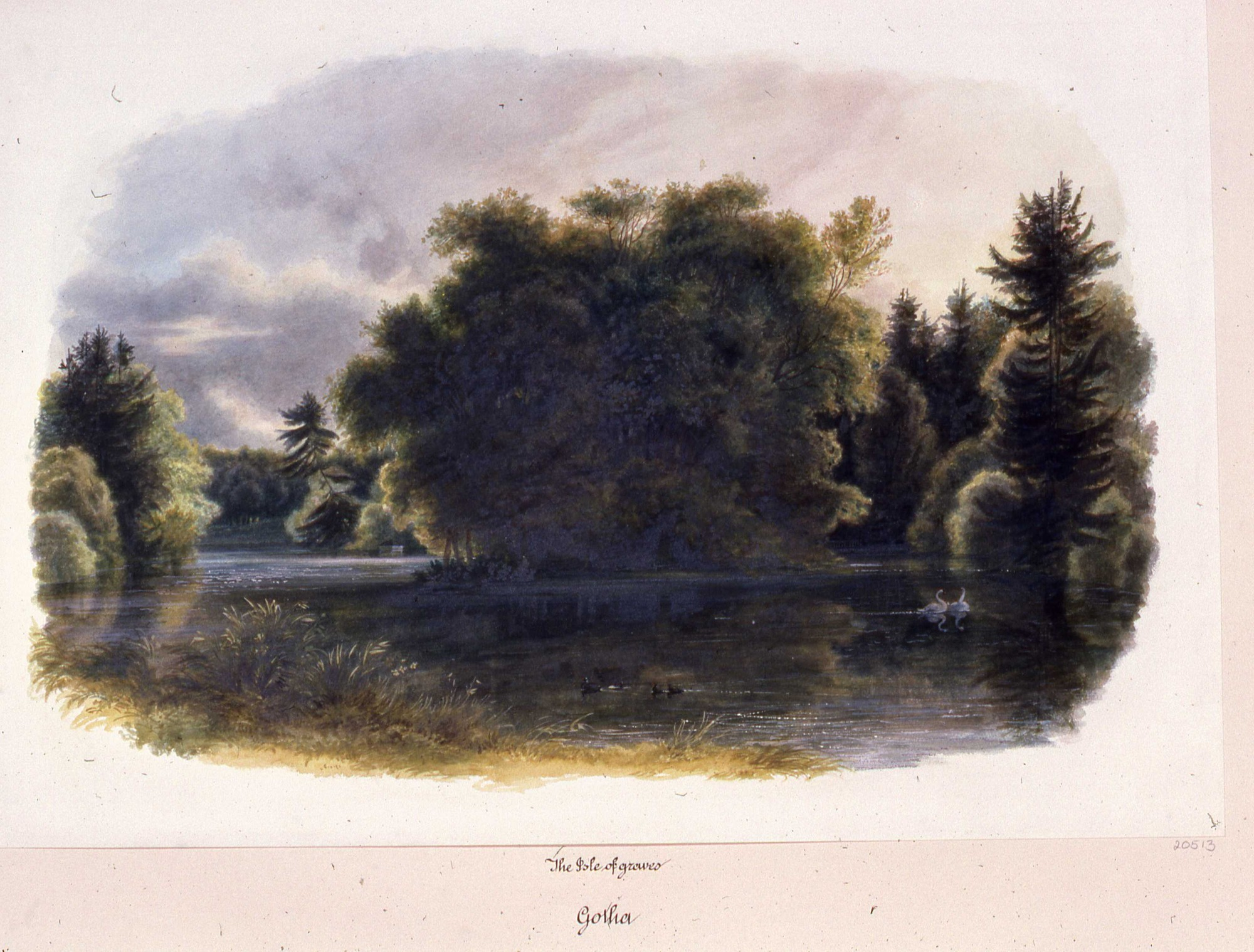
Die Grabesinsel im Schlosspark Gotha (ca. 1850)